# Alda Björk Ólafsdóttir
Alda Björk Ólafsdóttir (* 1966 in Kópavogur) ist eine isländische Popsängerin und Songschreiberin. Sie erzielte als Alda internationalen Erfolg mit Dance-Musiktiteln.

## Leben
In Island geboren, und seit dem 13. Lebensjahr in Schweden ansässig, begann Alda ihre Karriere als Sängerin der bulgarischen Musikkapelle Spectrum Show Band, die auf skandinavischen Kreuzfahrtschiffen spielte. Danach kehrte sie für zwei Jahre nach Island zurück, wo sie zuerst Gründungsmitglied der Gruppe Stjórnin wurde. Nachdem sie die Gruppe bereits vor deren Teilnahme am Eurovision Song Contest 1990 und der Veröffentlichung des ersten Albums verlassen hatte, arbeitete sie mit dem Instrumentalisten und Komponisten Sverrir Stormsker zusammen. Auf den Stücken Magna mín und Bless auf dessen Album Nú er ég klæddir og kominn á rokk og ról (1989) und auf Paradís und Man is the woman of the world auf dessen Album Glens er ekkert grín (1990) sang sie die weibliche Gesangsstimme. Paradís wurde ein Nr. 1-Hit in Island.
Trotz des Erfolgs in ihrer Heimat kehrte sie bald Island den Rücken und zog nach London, um dort eine internationale Karriere anzustreben, die sechs Jahre auf sich warten ließ und nur von kurzer Dauer war. Nach Stationen bei den Gruppen Alda Mehyer, Urban K Loud, Munchie und Exodus erhielt sie 1998 einen Solo-Plattenvertrag mit Wildstar Records und konnte ihre ersten beiden Singles für diese Firma in den Top 20 der britischen Charts platzieren. Ihr größter Erfolg war der Nr. 7-Hit Real Good Time, der im Film Drive Me Crazy (mit Melissa Joan Hart, 1999) verwendet wurde. Sie schreibt ihre Lieder meist selbst, oft in Zusammenarbeit mit Malcolm Mehyer. Mit Mehyer schrieb sie die Musik für das Musical Atlantis, das bis jetzt noch nicht uraufgeführt wurde.
Heute betreibt Alda einen Catering-Service in Hertfordshire nördlich von London.

## Diskografie

### Alben
Alda
- Out Of Alda (1998, Wildstar Records)

### Singles
Urban K Loud
- Let Your Body Move (1994, Three Big Cowboys)

Alda
- Real Good Time (1998, Wildstar Records, CDWILD 7)
- Girls Night Out (1998, Wildstar Records, CDWILD 10)

## Coverversionen anderer Künstler
- Aaron Carter: Real Good Time (auf dem Album Aaron's Party (Come Get It), 2000)